# Elend
Elend — дует французьких мультиінструменталістів Iskandar Hasnawi і Renaud Tschirner, заснований 1993 року. Виконує музику в напрямках дарк-ембієнту і неокласичного дарквейву.

## Дискографія
- Leçons de ténèbres — 1994
- Les ténèbres du dehors — 1996
- Weeping Nights — 1997
- The Umbersun — 1998
- Winds Devouring Men — 2003
- Sunwar the Dead — 2004
- A World in Their Screams — 2007